# Foodie
Foodie ou foody, cuisinomane (selon l'Office québécois de la langue française) ou passionné de cuisine en français, désigne un type d'aficionado de la nourriture et des boissons. Le mot est popularisé en 1981 par les journalistes Paul Levy (en) et Ann Barr dans le titre de leur livre The Official Foodie Handbook (1984).

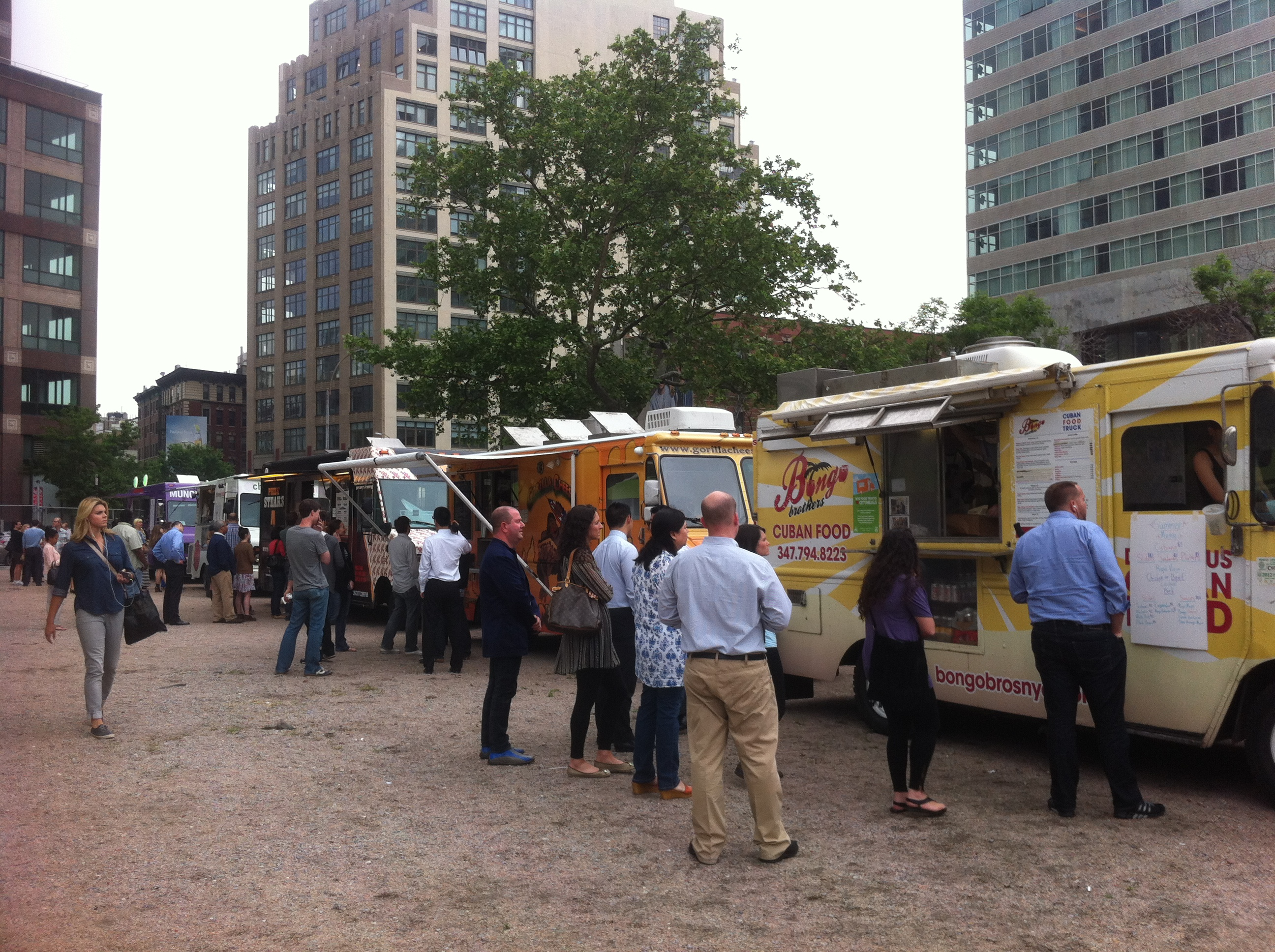
Foodie, trucks dans LentSpace en 2012.

Les intérêts et activités typiques des foodies concernent le secteur agroalimentaire, la production et dégustation du vin, la science alimentaire, le suivi des restaurants qui ouvrent et ferment et rouvrent, les phénomènes de mode en cuisine, les cours de cuisine, le tourisme gastronomique et, de manière plus générale, la nutrition et la santé.

## Impacts
Ce phénomène amène la création d'une panoplie de sites et de publications spécialisés ainsi que l'apparition d'une chaîne de télévision, The Food Network (en), et d'autres émissions et films spécialisés tels Top Chef, Iron Chef, et surtout l'émission Très Très Bons qui est un exemple parfait de la définition de Foodies. Il redonne un souffle aux livres de cuisine et magazines spécialisés tels Gourmet Magazine (en) et Cook's Illustrated (en).